# Horatio Clarence Hocken

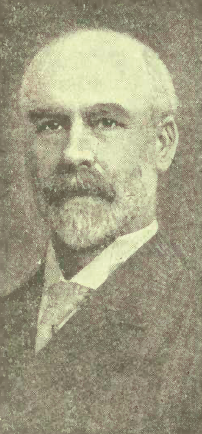
Horatio Clarence Hocken

Horatio Clarence Hocken (* 12. Oktober 1857 in Toronto, Ontario; † 18. Februar 1937) war ein kanadischer Politiker und 36. Bürgermeister von Toronto.
Horatio Hocken begann seinen beruflichen Werdegang als Drucker, Herausgeber und Journalist. Nachdem er als Schriftsetzer bei Toronto Globe gearbeitet hatte, war er Vorarbeiter in der Druckerei der Toronto News. In beiden Zeitungen führte er Streiks an und gründete mit 20 anderen die Streikzeitung Evening Star, die heute als Toronto Star auflagenstärkste Zeitung Kanadas ist. Anschließend verließ er den Star und wurde Stadtredakteur bei News. 1905 kaufte er die Wochenzeitung The Orange Sentinel zu, das Organ des Oranier-Ordens. 
Hockens politische Laufbahn begann 1907 mit der Wahl in den Kontrollausschuss des Stadtrates, dem er bis 1911 angehörte. Von Januar 1912 bis Januar 1915 war er Bürgermeister von Toronto. In seiner Amtszeit unterstützte er die Errichtung zahlreicher Parks im Stadtgebiet. Er ließ öffentliche Badeanstalten errichten; unter seiner Ägide wurde ein Abwasserreinigungsanlage gebaut und die städtische Kanalisation erweitert. Hocken veranlasste, dass alle Kinder in den Slums kostenfrei Milch zur Verfügung gestellt bekamen. Seinen Reformen ist es zu verdanken, dass die Sterblichkeitsrate wegen Krankheiten von 114 Toten je 100.000 Einwohner auf 27 sank. Er unterstützte ebenfalls den sozialen Wohnungsbau.
Nach seiner Amtszeit als Bürgermeister wurde er bei der Unterhauswahl 1917 zunächst als Kandidat der Unionistischen Partei ins Parlament gewählt. Bereits bei der nächsten Unterhauswahl 1921 war er Mitglied der Konservativen Partei Kanadas. Es folgten Wiederwahlen 1925 und 1926. Er diente ununterbrochen vom 13. bis zum 16. Kanadischen Parlament als Mitglied und blieb bis 1930 in der Bundespolitik. Am 30. Dezember 1933 wurde er für den Kanadischen Senat vorgeschlagen und blieb bis zu seinem Tod 1937 Senatsmitglied.